# آرثر بلاكلوك
آرثر بلاكلوك (1868 في أستراليا - ) (بالإنجليزية: Arthur Blacklock)‏ هو لاعب كريكت نيوزلندي.

## وصلات خارجية
- آرثر بلاكلوك على موقع إي آس بي آن كريك إنفو (الإنجليزية)